# 食品消費期限切れ問題
食品消費期限切れ問題（しょくひんしょうひきげんぎれもんだい）とは、2014年7月に発覚したアメリカ合衆国の食材卸大手、OSIグループ傘下にある中華人民共和国上海市の現地法人上海福喜食品の製造卸した食肉が、消費期限切れであった問題である。
7月20日に、上海市のテレビ局「東方衛視」が潜入取材して放送された報道番組において明らかとなったもので、上海市当局により営業停止となった。当局は組織ぐるみとの認識を示し、23日には警察当局は工場責任者など5人を拘束した。

## 会社・工場での問題
問題となった工場は、上海市嘉定区に食肉加工工場を置く「上海福喜食品（しゃんはいふっきしょくひん、中国語: 上海福喜食品）」である。
工場を運営する会社は「OSIグループ」の傘下である「上海福喜食品有限公司（中国語: 上海福喜食品有限公司）」である。
工場では、素手で肉を扱ったり、半月ほど期限が過ぎた肉を製造ラインに通したり、床に落ちた肉を機械に入れて、そのまま製造して出荷された。中には半年の期限が過ぎたものも含まれている。
期限が半年経過して青色に変色した肉については、ミンチにして包装し直し、保存期限表記を1年強に書き換えられた。この半年経過した期限切れの肉は材料として再利用していた。この他に、出荷される肉は、本来では冷凍保存されているものだが、75箱が解凍状態で保管されている現場も発見された。これらは不良品となり廃棄されるものだが、工場ではこれを廃棄せずに5パーセントの割合で生産ラインに戻し、材料として再利用していた。この時、撮影された工場内の動画では「混ぜても見た目でわからない」と、実態の隠蔽をほのめかす会話がされていた。また、2013年5月に同工場で製造され、その後返品された製品の包装を変更し、製造日を2014年1月に改竄したうえで、4396箱を出荷したことも判明している。
同工場では、期限切れの肉を再利用することは長年の一貫したやり方で、これらは上層部の指示によって行われた。工場への立ち入り調査はマクドナルドなどによって頻繁に行われているが、工場側では検査の2日前になると「現場で不良品混入を見せないように」といった隠蔽指示も出されていた。
上海市当局はこれを受けて、工場への立ち入り調査を行い、食品会社からデータのコピーを実行した。しかし調査の途中でネットワークサーバーが切断された事を明かした。当局は直後に会社のパソコンを押収した事に加え、品質に問題のある材料を加えた事を示す書類などが発見された。
上海市公安局は、2014年7月下旬から8月上旬にかけて幹部職員6人を拘束し、違法行為の事実が有るかの捜査を進めた。その後の8月29日に中国当局は、上海福喜食品の幹部職員6人を、偽物で粗悪な製品を生産・販売した疑いで逮捕した。
7月の問題発覚から工場は操業停止し、上海福喜の従業員には有給休暇が与えられていたが、9月22日には従業員340人が解雇された。

### 影響範囲
同工場から出荷された食品の供給先は、日本以外も含めてマクドナルド、ファミリーマート、吉野家、スターバックス、ケンタッキーフライドチキン、ピザハット、バーガーキング、セブン-イレブン、サブウェイ、IKEAにものぼるとされている。しかし一方で、IKEA.ULは同工場から仕入れていない事を明かした。これに加えてドミノ・ピザとサブウェイも、同工場との取引関係を否定した。

### 裁判
この問題が発覚した半年前である2014年1月に、同工場内で不正が行われていた事に関して従業員が内部告発をして、上海福喜食品側が全面勝訴した事が判明した。従業員は1年前から工場での品質管理を担当しており、「製造日の改竄を強要された」とする訴えだが、上海市嘉定区人民法院（裁判所）は従業員の訴えを退けて上海福喜食品側が勝訴した。

## 影響

### 日本
「上海福喜食品」の食肉加工品の総輸入量は、2013年7月から翌年2014年7月までに、合計6,000トンが輸入された事を厚生労働省が明かした。
2014年7月21日には、日本マクドナルドで販売されているチキンマックナゲットに期限が切れている鶏肉が含まれている恐れがあるとして販売が中止された。これに該当する商品の供給量は、日本マクドナルドで販売されているチキンマックナゲット全体の約2割に上り、およそ4,300トンと日本への総輸入量の大部分を占めている。
これを受けて7月25日、日本マクドナルドは同会社からの食品の調達を中止したことを発表した。その後、タイ産のチキンナゲットに変更されたため、7月23日にはすべての店舗で通常通り販売が再開された。期限切れの鶏肉使用問題の発覚を受けて、日本マクドナルドの2014年7月売上高は、前年同月比17.4パーセント減少した。客数が9.6パーセント減と、客単価も8.6パーセント減少する影響を受けた。翌月の8月では、さらに落ち込む25.1パーセント減に至り、この減少幅は2001年の上場以来から過去最大である。期限切れ鶏肉問題の影響で、例年行っていた新商品キャンペーンが中止になった事もあり、売上減少に歯止めはかかっていない。
ファミリーマートも同工場の食品を仕入れていたため、該当する商品の販売を中止した。該当する商品の一つである「ガーリックナゲット」は、7月1日から全国の1万店舗で販売し、東京都内を中心とした10店舗では、この問題が発覚した7月21日から「ポップコーンチキン」が店舗限定の試験販売されていたばかりだった。これを受けてファミリーマートは、7月1日からの販売分を対象に、レシート持参者への返金対応を行った。
一方、日本マクドナルドは、問題の食肉が日本に出荷された証拠が無いと主張し、該当商品の返金対応は行っていない。なお、これらの商品の販売再開は予定しておらず、ポップコーンチキンは実質1日だけの販売となってしまった。
また、日本マクドナルドは中国との取引を中止したが、ファミリーマート社長は消費者に謝罪しつつも「信頼できるほかの中国の業者を探す」と、中国業者との取引をその後も続ける姿勢を見せたことから「なぜ、それでも中国にこだわるのか」「ファミマ社長の頭にあったのは『コスト』であり『消費者』ではない」など、批判の声が挙がった。
日本ケンタッキー・フライド・チキンは、日本国産鶏を使用しているとのことであり、この中国企業からは仕入れていない事を明かした。
この問題を受けて日本国政府は、外食産業での原産地表示義務付けを検討し、2014年内にも開始する議論を急いだ。

### 中国
中国では、マクドナルドやケンタッキー・フライド・チキンも同工場から仕入れていたものの、この問題の発覚から仕入れを停止し、「上海福喜食品」との取り引きが打ち切られた。その後、マクドナルドは新たな仕入れ取引先として同じOSIグループであり、河南省にある「河南福喜食品（ヘーナン フー シー シーピン、かなんふくきしょくひん）」に切り替えるという方針を発表した。しかし「どうしてOSIとの関係を断ち切れないのか」などの消費者の批判の声もあり、7月25日から全面的に使用を取りやめた。
中国のファーストフードチェーン店のディコスでは、朝食メニューとして出されていたサンドイッチのハムの使用が取りやめられた。
バーガーキングも、上海福喜との取り引きを打ち切った。

### 香港
香港のマクドナルドでは、同様のチキンナゲットが「上海福喜食品」から供給されていたが、当初は輸入の事実を否定していた。しかし24日の声明で、同会社から輸入していた事を認め、販売中止した。
また、レタス、トウモロコシ、レモンスライス、グリーンサラダ、キュウリ、タマネギ、トマトなども同会社から仕入れており、これらの食材の使用も中止した。

### マカオ
マカオでは、2014年の5月-6月の間には、同工場から計576キロの冷凍鶏肉が輸入されていた。7月22日に同工場からの輸入と、該当商品の販売が禁止された。

### アメリカ合衆国
米マクドナルドでも、該当する問題の肉を同工場から仕入れており、2014年7月25日に同会社との契約を打ち切った。その後に取引先を変更することを発表したが、その取引先が同じOSIグループとして河北省に工場を置く「河北福喜食品（ファーベイ フー シー シーピン）」となっている。